# 경기과학기술진흥원
경기도경제과학진흥원은 과학 및 산업분야 기술에 관한 연구와 진흥을 통하여 기술개발을 촉진함으로써 지역산업의 고도화와 경제발전에 기여함을 목적으로 2010년 4월 19일 설립허가된 재단법인이다. 사무실은 경기도 수원시 영통구 이의동 864-1번지에 있다.

## 같이 보기
- 경기도경제과학진흥원